# O Poeta e o Cavaleiro
O Poeta e o Cavaleiro é um livro criado pelo escritor brasileiro Pedro Bandeira, que quis usar o livro comparando ao Brasil da época de 1990.
Ele conta a história de uma cidade chamada Findomundo, que levou um susto ao ouvir um estrondo atrás de um morro. Um cavaleiro chega dizendo ser Dom Pedragon de Cantalupo, e que o forte estrondo seria um dragão. Ele promete salvar Findomundo em troca de conforto.Mas um poeta se opõe a ele falando poesias, que segundo Dom Pendragon ajuda a "assustar" o povo.